# Adam Rothenberg
Adam Rothenberg (Tenafly, 20 juni 1975) is een Amerikaans acteur.

## Biografie
Rothenberg werd geboren in Tenafly in een gezin van zes kinderen, van zijn vaderskant heeft hij een joodse afkomst. Het acteren leerde hij aan een toneelschool in New York. Van 1996 tot en met 1997 diende hij in de United States Army en was gelegerd in Duitsland.
Rothenberg begon in 1999 met acteren in de korte film Modern Young Man, waarna hij nog meerdere rollen speelde in films en televisieseries. Hij is vooral bekend van zijn rol als kapitein Homer Jackson in de televisieserie Ripper Street, waar hij in 36 afleveringen speelde (2012-2016).

## Filmografie

### Films
Uitgezonderd korte films.
- 2021 The Mauritanian - als Santiago
- 2013 The Immigrant - als officier DeKeiffer
- 2011 The Dish & the Spoon - als echtgenoot
- 2009 Under New Management - als Mark Boyd
- 2008 Tennessee - als Carter
- 2008 Mad Money - als Bob Truman
- 2006 Damages - als Evan Wexler

### Televisieseries
Uitgezonderd eenmalige gastrollen.
- 2022 Ozark - als Mel Sattem - 14 afl.
- 2021 The Serpent - als Gilbert Redland - 4 afl.
- 2018 Castle Rock - als Eerwaarde Matthew Deaver - 8 afl.
- 2015-2018 Dietland - als Dominic O'Shea - 10 afl.
- 2012-2016 Ripper Street - als kapitein Homer Jackson - 36 afl.
- 2014 The Divide - als Danny - 7 afl.
- 2008-2009 The Ex List - als Augie - 13 afl.
- 2006 Misconceptions - als Eddie Caprio - 7 afl.

- Gemeinsame Normdatei: 105025211X
- Library of Congress Control Number: n2005173832
- Nationale Bibliotheek van Israël: 987012385163105171
- Nederlandse Thesaurus van Auteursnamen: 380601605
- Virtual International Authority File: 24016313